# 俄伊战争
俄伊戰爭或俄波戰爭指历史上俄国（俄罗斯沙皇国或俄罗斯帝国）与伊朗（波斯）之间的战争，包括以下一系列战争:
- 俄伊战争 (1651年—1653年)
- 俄伊战争 (1722年—1723年)
- 1796年俄國遠征波斯
- 俄伊战争 (1804年—1813年)
- 俄伊战争 (1826年—1828年)